# Жакетта Люксембурзька
Жаке́тта Люксембу́рзька, герцогиня Бедфорд, графиня Ріверс (фр. Jacquette de Luxembourg; *близько 1415-1416 — †30 травня 1472) — англійська аристократка, старша донька П'єра де Люксембурга, графа Сен-Поля, і Маргарити де Бо; мати королеви Єлизавети Вудвіл, дружини англійського короля Едуарда IV.

## Біографія
Народилася приблизно у 1415-1416 році. Була старшою з дев'яти дітей П'єра де Люксембурга, графа Сен-Поля, і Маргарити де Бо. Ймовірно, жила в графстві Брієнн в дитинстві, хоча збереглося мало відомостей про цей період її життя.
22 квітня 1433 року вийшла заміж за Джона Ланкастера, 1-го герцога Бедфорд (перша дружина якого, Анна Бургундська, померла в листопаді 1432 року). Цей шлюб мав зміцнити зв'язки Англії зі Священною Римською імперією і збільшити англійський вплив в Європі. Через кілька місяців після весілля подружжя переїхало із Франції до Англії. Молодята жили в будинку герцога у Ворикширі і в Лондоні. У 1434 році — Жакетту прийняли в престижний Орден Підв'язки. Незабаром після цього пара повернулася до Франції, ймовірно, жила в замку в Руані.
Шлюб тривав менше трьох років і був бездітним. Герцог помер 14 вересня 1435 року в Руані. Жакетта, як вдова, успадкувала третину майна герцога.
Простий лицар, сер Річард Вудвіл, що служив камергером, за наказом Генріха VI повинен був привезти молоду вдову до Англії. Під час подорожі до Англії Річард і Жакетта закохалися одне в одного. 23 березня 1437 роки, без дозволу короля, пара таємно обвінчалася. Генріх відмовився приймати молодят. Вони також виплатили штраф у розмірі 1000 фунтів стерлінгів. Але гроші подружжю повернули у жовтні того ж року — король їх помилував. 
Цей шлюб був довгим і дуже плідним — у Жакетти і Річарда народилося 14 дітей. Тільки один — старший син подружжя, Льюїс, — помер в дитинстві, приблизно у 12 років, від гарячки.
Після сходження дочки Жакетти, Єлизавети, на англійський престол Вудвіли отримали велику владу. Чоловік Жакетти став головним скарбничим і отримав титул графа Ріверса, а діти подружжя — вступали в шлюб з найвпливовішими і найбагатшими людьми королівства.
У 1469 році Річард Невілл, граф Ворік, який виступив проти короля, захопив і стратив чоловіка Жакетти, а також її сина Джона.
Сама Жакетта померла 30 травня 1472 року. Місце її поховання — невідоме.

## Діти
Вісім доньок і шість синів. Всі — від другого чоловіка, Річарда Вудвіла.
- Єлизавета Вудвіл (близько 1437 — 1491), дружина англійського короля Едуарда IV, мати короля Едуарда V
- Льюїс Вудвіл (близько 1438 — близько 1450), помер у 12 років від гарячки
- Ганна Вудвіл (близько 1438-1439 — 1489), дружина віконта Бурш'є, а згодом — графа Кент
- Ентоні Вудвіл (1440 — 1483), 2-й граф Ріверс
- Джон Вудвіл (близько 1445 — 1469), був одружений з Кетрін Невілл, герцогинею Норфолк
- Жакетта Вудвіл (близько 1444-1445 — 1509), дружина Джона ле Стрейндж, барона Стрейнджа з Нокіна
- Лайонел Вудвіл (близько 1446 — 1484), єпископ Солсбері
- Елеанор Вудвіл (померла близько 1512), дружина сера Ентоні Грея
- Маргарет Вудвіл (близько 1450 — 1490-1491), дружина Томаса Фіцалана, графа Арунделя
- Марта Вудвіл (померла близько 1500), дружина сера Джона Бромлі
- Річард Вудвіл (1453 — 1491), граф Ріверс
- Едвард Вудвіл (близько 1454-1458 — 1488), лорд Скейлз
- Марія Вудвіл (близько 1456 — 1481), дружина Вільяма Герберта, графа Пембрук
- Кетрін Вудвіл (близько 1458 — 1497), дружина Генрі Стаффорда, герцога Бекінгема, згодом — дружина Джаспера Тюдора, графа Пембрук, в третьому шлюбі — з сером Річардом Уінгфілдом